# 基茨比尔附近赖特
基茨比尔附近赖特是奥地利蒂罗尔州基茨比尔的一个市镇。总面积15.66平方公里，总人口1708人，人口密度109.1人/平方公里（2005年）。